# Approximativer Konfidenzbereich
Als approximative Konfidenzbereiche bezeichnet man in der mathematischen Statistik eine spezielle Klasse von Konfidenzbereichen. Im Gegensatz zu herkömmlichen Konfidenzbereichen halten sie ihr Konfidenzniveau nicht immer ein, sondern nur bei der Betrachtung einer immer größer werdenden Stichprobe. Zur Konstruktion von approximativen Konfidenzbereichen werden asymptotische Eigenschaften von Statistiken wie asymptotische Normalität und die Grenzwertsätze der Stochastik herangezogen, wodurch sich der Anwendungsbereich stark erweitert.
Ist der Bereich ein Intervall, so spricht man auch von einem approximativen Konfidenzintervall. Die Bereichsschätzer, welche approximative Konfidenzbereiche liefern, werden entsprechend approximative Bereichsschätzfunktionen genannt.

## Definition

### Rahmenbedingungen
Für {\displaystyle n\in \mathbb {N} } seien {\displaystyle (X_{n},{\mathcal {A}}_{n})} Messräume und {\displaystyle (P_{\vartheta ,n})_{\vartheta \in \Theta }} Familien von Wahrscheinlichkeitsmaßen auf {\displaystyle (X_{n},{\mathcal {A}}_{n})}.
In den meisten Fällen handelt es sich bei den Messräumen und Familien von Wahrscheinlichkeitsverteilungen um sukzessiv größer werdende Produktmodelle.
Sei {\displaystyle (\Gamma ,{\mathcal {A}}_{\Gamma })} ein weiterer Messraum sowie
{\displaystyle g\colon \Theta \to \Gamma }
die zu schätzende Funktion und sei {\displaystyle (C_{n})_{n\in \mathbb {N} }} eine Folge von Bereichsschätzern, wobei
{\displaystyle C_{n}\colon X_{n}\to {\mathcal {A}}_{\Gamma }}.

### Formulierung
Unter den obigen Rahmenbedingungen heißt die Folge von Bereichsschätzern {\displaystyle (C_{n})_{n\in \mathbb {N} }} eine approximative Bereichsschätzfunktion für {\displaystyle g} zum Konfidenzniveau {\displaystyle 1-\alpha }, wenn
{\displaystyle \liminf _{n\to \infty }P_{\vartheta }^{n}(\{x\in X^{n}\mid g(\vartheta )\in C_{n}(x)\})\geq 1-\alpha } für alle {\displaystyle \vartheta \in \Theta }
gilt. Hierbei bezeichnet {\displaystyle \liminf } den Limes inferior.

## Beispiel
Typische Beispiele von approximativen Konfidenzintervallen finden sich im Binomialmodell. Eine detaillierte Beschreibung findet sich im Artikel Konfidenzintervall für die Erfolgswahrscheinlichkeit der Binomialverteilung. Sind exemplarisch {\displaystyle X_{i}} Bernoulli-verteilt für alle {\displaystyle i\in \mathbb {N} } und ist
{\displaystyle {\overline {X}}_{n}={\frac {1}{n}}\sum _{i=1}^{n}X_{i}}
das Stichprobenmittel, so ist
{\displaystyle C_{n}(X)=\left[{\overline {X}}_{n}-u_{1-\alpha /2}{\sqrt {\frac {{\overline {X}}_{n}(1-{\overline {X}}_{n})}{n}}},{\overline {X}}_{n}+u_{1-\alpha /2}{\sqrt {\frac {{\overline {X}}_{n}(1-{\overline {X}}_{n})}{n}}}\right]}
ein mögliches approximatives Konfidenzintervall für die Erfolgswahrscheinlichkeit der Binomialverteilung zum Konfidenzniveau {\displaystyle 1-\alpha }.